# Rhynchostegium horridum
Rhynchostegium horridum är en bladmossart som beskrevs av Brotherus in Mildbraed 1910. Rhynchostegium horridum ingår i släktet näbbmossor, och familjen Brachytheciaceae. Inga underarter finns listade i Catalogue of Life.